# ژانگ ویلی

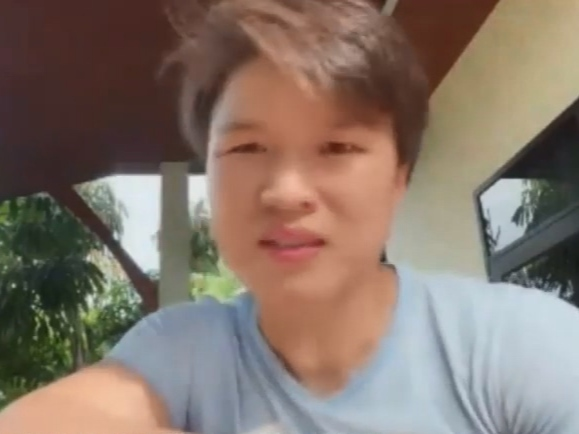
ژانگ ویلی در سال ۲۰۲۲

ژانگ ویلی (انگلیسی: Zhang Weili؛ زادهٔ ۱۳ اوت ۱۹۸۹) ورزشکار هنرهای رزمی ترکیبی اهل چین است. وی از سال ۲۰۱۳ میلادی تاکنون مشغول فعالیت بوده‌است. ویلی اکنون کمربند قهرمانی دسته کاه‌وزن سازمان یواف‌سی را در اختیار دارد.
او در حال حاضر در دسته وزن کاه زنان مسابقات سازمان یواف‌سی رقابت می‌کند، جایی که او قهرمان فعلی و دو بار در دسته کاه‌وزن زنان یواف‌سی و اولین مبارز چینی است که قهرمانی یواف‌سی را به دست آورده است. ژانگ که از سال ۲۰۱۳ به عنوان یک مبارز حرفه‌ای فعالیت می‌کند، پیش از این برای کونلون فایت (سازمان کی‌ال‌اف) رقابت می‌کرد، جایی که او قهرمان وزن کاه زنان کی‌ال‌اف بود. از ۵ سپتامبر ۲۰۲۳، او در رده دوم پوند فور پوند زنان یواف‌سی قرار دارد.